# ТЕС Тайєм
ТЕС Тайєм – теплова електростанція на сході Сирії, за десяток кілометрів на південний захід від околиць Дейр-ез-Зору. Розташована у пустелі на правобережжі Євфрату поруч з комплексом підготовки нафти родовища Тайєм.
У 1989 – 1990 роках на майданчику станції ввели в експлуатацію три газові турбіни потужністю по 35 МВт. Вони були встановлені для роботи у відкритому циклі та мали паливну ефективність на рівні 32%.
Починаючи з 1991-го ТЕС споживає природний газ, поданий через відгалуження від трубопроводу Омар (транспортує продукцію газопереробного заводу Омар, розташованого на протилежному, східному березі Євфрату).В 2003 – 2006 роках станція використовувала від 0,13 до 0,18 млрд м3 газу на рік.